# Гірська папороть лісова
Гірська́ па́пороть лісова́, ореоптерис краєсім'яний (Oreopteris limbosperma) — вид рослин із родини болотянопапоротевих (Thelypteridaceae), зростає у Макаронезії й помірній Євразії.

## Опис
Багаторічна рослина 30–120 см заввишки. Кореневище діаметром 10–15 мм. Стебла товсті трав'янисті. Листки у щільній розетці, тонкі, при основі клиноподібно звужені, зі скороченими базальними сегментами, яскраво-жовто-зелені коли молоді, з блідими білуватими волосками особливо вздовж жилок, а з нижнього боку листки густо всіяні краплистими, жовтими залозками; сегменти 2-го порядку подовжені, майже рівносторонні, цілокраї, на верхівці закруглені, злегка серпоподібно зігнуті й нахилені до верхівки, при основі зливаються між собою; ніжки листків у 3–8 разів коротші за пластинку, солом'яно-жовті, слабо вкриті блідо-коричневою лускою. Соруси округлі, 0.5–0.8 мм у діаметрі, розміщені біля верхівки жилки біля самого краю сегмента. Термін дозрівання спор з липня по вересень. 2n=68.

## Поширення
Зростає у Макаронезії й помірній Євразії. Зростає у вологих місцях у Fagus-Picea лісі, у лісових ущелинах, у вологих канавах по краях доріг, уздовж струмків.
В Україні вид зростає у гірських тінистих лісах, на галявинах, вирубках, узліссях — у Карпатах.

## Використання
Декоративна рослина.